# Jasy Jatere
El Yasy Yateré, Yasí Yateré, Yaciyateré o Jasy Jatere (del guaraní jasy: lluna) és una de les criatures més populars de la mitologia guaraní, relacionat amb la lluna i la fecunditat.
Caracteritzat com un petit nen ros o com un nan, el Jasy Jatere és un ocell follet, té la capacitat de tornar bojos als nens cridant-los amb el seu cant.